# Claudius Maximus
Gaius Claudius Maximus (vers le IIe siècle apr. J.-C.) était un homme politique romain, un philosophe stoïcien et un professeur de Marc Aurèle,. Aucune œuvre de lui n'est connue de nos jours ; cependant, il est mentionné dans quelques ouvrages prestigieux de littérature classique.

## Vie
Anthony Birley pense que Maximus est né au plus tard en 99 apr. J.-C.. Une inscription d'Aquincum (aujourd'hui au musée Gorsium Szabadtéri) nous renseigne sur son cursus honorum. La première fonction occupée par Maximus est celle du quattuorviri viarum curandarum, l'un des quatre conseils qui formaient le vigintiviri ; l'adhésion à l'un de ces quatre conseils était une étape préliminaire et nécessaire pour accéder au Sénat romain. Par la suite, il fut nommé tribun militaire dans la Legio IV Scythica. Il se distingue lors de cette période en gagnant la dona militaria de l'empereur Trajan. Maximus retourne ensuite à Rome, où il devient questeur servant dans la ville. Après avoir terminé cette magistrature républicaine traditionnelle, il fut inscrit au Sénat. Par la suite, il servit comme ab actis Senatus, ou enregistreur de l'Acta Senatus. Il poursuivit enfin deux autres magistratures républicaines traditionnelles : le tribun plébéien et le préteur.
Une fois ses fonctions de préteur terminées, Maximus s'est vu attribuer une série de postes impériaux. Le premier fut conservateur de la Via Aurelia, que Géza Alföldy date d'environ 132. Ensuite, il fut nommé legatus legionis ou commandant de la Legio I Adiutrix, en poste à Brigetio ; Alföldy date cette nomination entre 134 et 137 environ. Maximus servit comme juridius utriusque Pannonia, puis comme gouverneur de Pannonia Inférieure, de 137 à 141. Sa carrière se poursuit avec son consulat.
Seules quelques fonctions de la partie consulaire de son cursus honorum sont connues. L'une est conservateur de l'aedium sacrarum canabenses publice, qu'Alföldy date d'environ 144. La seconde fut gouverneur proconsulaire d'Afrique en 158/159. En tant que proconsul, il présida le procès au cours duquel Apulée se défendit contre une accusation de magie. L'Histoire Auguste mentionne Claudius Maximus comme l'un des professeurs stoïciens de Marc Aurèle. Ce dernier raconte la maladie et la mort de Maximus ainsi que celle de son épouse Secunda dans ses Pensées pour moi-même. Comme Marc Aurèle précise qu'Antonin a été témoin de la maladie de Maximus, si cela était la cause de sa mort, alors il doit être mort un temps avant la mort d'Antonin en 161 apr. J.-C..
L'Histoire Auguste rapporte l'anecdote suivante de la vie d'Antonin le Pieux, qui ne fait pas référence à Claudius Maximus, mais plutôt à Apollonius. Cependant, puisque les autres principaux tuteurs de Marc-Aurèle semblent avoir survécu à Antonin, il est possible qu'Apollonius soit en fait Claudius Maximus.

« Une preuve, entre autres, de la bonté d'Antonin, c'est que, voyant Marcus [Aurelius] pleurer la mort de son gouverneur, et les courtisans l'empêcher d'en témoigner son chagrin, il leur dit : "Permettez-lui d'être homme : ni la philosophie ni le diadème ne détruisent les affections." »

— Julius Capitolinus, Histoire Auguste - Antonin le Pieux

## Caractérisation dans les travaux

### Dans l'Apologie
Dans le premier livre de ses Pensées, Marc Aurèle se remémore toutes les personnes qui ont eu sur lui une influence forte et positive. Un "Maximus" figure en dernier parmi ses professeurs et reçoit l'une des descriptions les plus longues du premier livre. Il est probable que l'éducation du futur empereur par Maximus ait eu lieu sous le règne d'Antonin le Pieux. Marc Aurèle prétend avoir appris de ce professeur, entre autres vertus, la maîtrise de soi, l'honnêteté, la gravité de caractère et la gentillesse. Il décrit Maximus comme le sage parfait.

« [Ce que j'ai appris] De Maximus : être maître de soi et ne pas se laisser entraîner par rien ; la bonne humeur en toutes circonstances, même dans les maladies ; l’heureux mélange, dans le caractère, de douceur et de gravité ; l’accomplissement sans difficulté de toutes les tâches qui se présentaient ; la conviction où tous étaient qu’il parlait comme il pensait et qu’il agissait sans intention de mal faire ; ne point s’étonner ni se frapper ; ne jamais se hâter, ni tarder, ni se montrer irrésolu ou accablé ; ne pas rire à gorge déployée, pour redevenir irritable ou défiant ; être bienfaisant, magnanime et loyal ; donner l’idée d’un caractère droit plutôt que redressé. Et ceci encore : que personne n’a jamais pu se croire méprisé par lui, ni osé se prendre pour meilleur que lui ; la bonne grâce, enfin. »

— Marc Aurèle, Pensées pour moi-même
Plus tard dans les Pensées, Marc Aurèle, en réfléchissant sur la souffrance et la mort, se souvient de la manière dont Maximus a enduré la maladie et la mort de sa femme sans se plaindre. Il considère son comportement comme un modèle de bonne conduite.
Les historiens ont eu du mal dans le passé à identifier la personne de « Maximus » mentionnée dans les Pensées. Méric Casaubon, dans son édition de 1692 des Pensées, réfute dans ses notes de bas de page une identification antérieure de ce Maximus avec « cet autre Maximus Tyrius ; mentionné par Eusèbe ». William Smith écrivit environ deux cents ans plus tard : « Certains ont identifié Claudius Maximus avec le Maximus qui était consul, 144 apr. J.-C. ; Fabricius … l'identifie avec le Claudius Maximus, "proconsul de [l'Afrique]" ». Il conclut, cependant, que la véracité de toutes ces identifications est « très incertaine ». Ce n'est que vers la fin du XXe siècle qu'il y eut un consensus sur la question en faveur d'une identification complète de toutes ces personnes avec le Maximus des Pensées (à l'exception de Maximus Tyrius, qui était platonicien).

### Dans lesPensées
Dans son apologie De la magie (ou Apologia), Apulée, auteur de L'Âne d'or (le seul roman romain complètement restitué) tente de se défendre contre une accusation de magie, en grande partie en faisant appel à son juge qu'il identifie comme étant Claudius Maximus. Selon Apulée, Maximus était un homme pieux qui évitait les démonstrations ostentatoires de richesse et connaissait intimement les œuvres de Platon et d'Aristote. Apulée se réfère à Maximus comme « un personnage habitué à une morale austère, et blanchi dans les camps ». Apulée fait également référence à la sévérité de la philosophie de son juge, qui est comprise comme une référence au stoïcisme. Bien qu'Apulée essaie clairement de flatter son juge, certaines de ses attributions étaient probablement vraies puisqu'il fut acquitté.

### Dans l'Histoire Auguste
L'Histoire Auguste mentionne Claudius Maximus dans une seule phrase écrite dans la section sur Marc Aurèle. C'est à partir de cette entrée que l'association a été établie à l'origine entre le Claudius Maximus de l'Apologia et le Maximus mentionné dans les Méditations. Bien que l'Histoire Auguste soit connue pour ses inexactitudes, Pierre Hadot estime qu'il n'y a aucune raison de douter de cette partie du texte car elle caractérise avec précision d'autres philosophes mentionnés dans le même paragraphe. En revanche, l'identification de Sextus de Chéronée comme stoïcien est moins certaine, mais Pierre Hadot la soutient.